# Clarín (diari xilè)
Clarín va ser un diari publicat a Xile entre els anys 1954 i 1973, any en què va ser clausurat a causa del cop d'estat de l'11 de setembre de 1973. El seu lema era Firme junto al pueblo.

## Història
Clarín va ser creat pel periodista bolivià Darío Sainte Marie, conegut pel pseudònim de «Volpone». El diari es va posar en circulació el 21 de setembre de 1954 per a competir amb els vespertins Las Noticias de Última Hora i La Segunda. Es va transformar en matutí a partir del 15 de març de 1955, especialitzat en temes judicials i amb preus d'impressió baixos als tallers del diari La Nación. Els seus tiratges inicials van ser d'entre 20.000 i 30.000 exemplars, cobrint Santiago de Xile i les altres ciutats del país. Posteriorment, gràcies a la cobertura de notícies policials, va aconseguir vendre entre 35.000 i 40.000 exemplars.
En arribar a la presidència de la República Jorge Alessandri, Clarín va ser expulsat de l'edifici de La Nación a causa de les opinions de Volpone contra Alessandri.

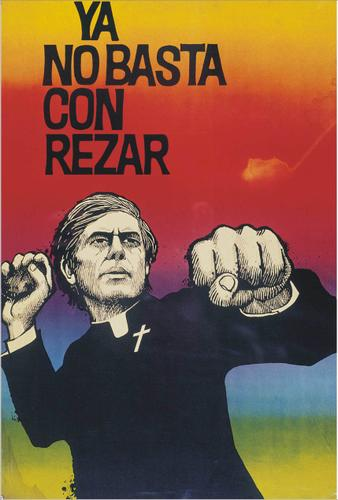
Cartell de la pel·lícula Ya no basta con rezar (1973), d'Aldo Francia

A la dècada del 1960 es va transformar en un diari d'esquerres. Durant la presidència d'Eduardo Frei Montalva, el diari va tornar a imprimir-se a les oficines de La Nación. Per a la campanya del 1970, va ser adquirit per l'enginyer Víctor Pey i va estar del costat del candidat de la Unidad Popular, Salvador Allende. Un cop Allende va assumir el govern de la República, Clarín va cridar també a la lluita de classes, essent considerat un portaveu escrit de l'oficialisme socialista.
L'última edició de Clarín va circular l'11 de setembre de 1973. Aquest dia, a les 4.00 am, les tropes de l'exèrcit van ocupar els tallers ubicats al carrer Dieciocho 263, i van impedir el lliurament del diari a les agències de distribució. Des d'aquell moment no es va tornar a publicar. Això no obstant, algunes edicions d'aquell dia destinades a les regions van aconseguir ser despatxades, per la qual cosa avui es consideren rareses autèntiques d'un alt valor històric.
Després del cop d'estat, el nou edifici que s'havia construït per albergar les oficines i els tallers del diari, ubicat a la cantonada sud-est dels carrers Gálvez (denominada Zenteno des del 19 de juny de 1985) i Alonso de Ovalle al Barri Cívic, va ser expropiat mitjançant el decret llei 93 del 20 d'octubre de 1973 i va ser ocupat per l'exèrcit. La resta de propietats pertanyents al Consorci Publicitari i Periodístic SA i l'Empresa Periodística Clarín SA van ser expropiades mitjançant el decret 165 del 10 de febrer de 1975.
El 2008 l'Estat xilè va ser condemnat a pagar una indemnització de 10 milions de dòlars per l'expropiació del diari, tot i que després la decisió va ser revocada. L'11 de setembre de 2013, amb motiu dels 40 anys del cop d'estat a Xile, Clarín va presentar una edició especial impresa, amb la col·laboració del diari El Ciudadano, i després es publicaren noves edicions l'11 dels dos mesos següents.